# Buglovce
Buglovce este o comună slovacă, aflată în districtul Levoča din regiunea Prešov. Localitatea se află la altitudinea de 455 m deasupra n.m., se întinde pe o suprafață de 3,03 km2 și în 2017 număra 276 de locuitori.

## Istoric
Localitatea Buglovce este atestată documentar din 1280.

## Demografie
| An:                | 1994 | 2004   | 2014   | 2024   |
| ------------------ | ---- | ------ | ------ | ------ |
| Număr de persoane: | 257  | 265    | 270    | 269    |
| Diferență:         |      | +3,11% | +1,88% | −0,37% |

| An:                | 2023 | 2024   |
| ------------------ | ---- | ------ |
| Număr de persoane: | 265  | 269    |
| Diferență:         |      | +1,50% |